# Isohypsibius belliformis
Isohypsibius belliformis är en djurart som tillhör fylumet trögkrypare, och som först beskrevs av Mihelcic 1971.  Isohypsibius belliformis ingår i släktet Isohypsibius och familjen Hypsibiidae. Inga underarter finns listade i Catalogue of Life.